# Campionati del mondo di ciclismo su strada 2022 - Cronometro femminile Elite
La cronometro femminile Elite dei Campionati del mondo di ciclismo su strada 2022 si è svolta il 18 settembre 2022 su un percorso di 34,2 km, con partenza ed arrivo da Wollongong, in Australia. La vittoria è stata appannaggio dell'olandese Ellen van Dijk con il tempo di 44'28"60 alla media di 46,137 km/h, davanti all'australiana Grace Brown e alla svizzera Marlen Reusser.
Al traguardo di Wollongong 41 cicliste delle 43 iscritte hanno portato a termine la competizione. La gara è valsa per la prima volta anche per l'assegnazione del titolo Under-23. L'italiana Vittoria Guazzini, piazzatasi quarta, ha vinto il titolo iridato davanti all'olandese Shirin van Anrooij e alla tedesca Ricada Bauernfeind, rispettivamente 13ª e 18ª nella classifica generale.

## Classifica (Top 10)
| Pos. | Corridore            | Squadra     | Tempo     |
| ---- | -------------------- | ----------- | --------- |
| 1    | Ellen van Dijk       | Paesi Bassi | 44'28"60  |
| 2    | Grace Brown          | Australia   | a 12"73   |
| 3    | Marlen Reusser       | Svizzera    | a 41"68   |
| 4    | Vittoria Guazzini    | Italia      | a 52"11   |
| 5    | Leah Thomas          | Stati Uniti | a 1'18"47 |
| 6    | Kristen Faulkner     | Stati Uniti | a 1'25"45 |
| 7    | Annemiek van Vleuten | Paesi Bassi | a 1'43"02 |
| 8    | Georgia Baker        | Australia   | a 1'46"44 |
| 9    | Lotte Kopecky        | Belgio      | a 1'50"13 |
| 10   | Anna Kiesenhofer     | Austria     | a 1'56"82 |

## Classifica Under-23 (Top 3)
| Pos. | Corridore           | Squadra   | Tempo    |
| ---- | ------------------- | --------- | -------- |
| 1    | Vittoria Guazzini   | Italia    | 45'20"71 |
| 2    | Shirin van Anrooij  | Australia | a 1'48"  |
| 3    | Ricarda Bauernfeind | Germania  | a 2'17"  |